# Armand de Belzunce
Pour les articles homonymes, voir Belzunce.
Armand vicomte de Belzunce, que l'on trouve également écrit Belsunce, né le 6 février 1722 et décédé le 4 août 1763 au Trou-du-Nord à Saint-Domingue, fut colonel commandant du régiment de Belzunce, brigadier, maréchal de camp et Lieutenant général des armées du roi, gouverneur de l'Ile d'Oléron, de Belle-Isle et Gouverneur général de Saint-Domingue.

## Biographie
Armand de Belzunce est le fils de Charles de Belzunce, vicomte de Méharin (12 septembre 1670-9 septembre 1737) qui fut colonel au régiment de Nivernais et de Marie-Anne Haraneder (1700-17 avril 1763 à Méharin).
Nommé bailli du pays de Mixe en 1738, il commence sa carrière militaire en tant que lieutenant en second au régiment du Roi le 18 mai 1740.
Au début de la guerre de Succession d'Autriche, il fait campagne de Bohême avec ce régiment et se trouve en novembre 1741, à la prise de Prague. 
En mai 1742 il participe à la bataille de Sahay et au ravitaillement de Frawemberg puis à partir de juin à la défense de Prague dont il parvient à s'échapper en décembre 1742 et rentra en France, au mois de février 1743 avec le régiment du Roi, dans lequel il obtint une lieutenance, le 8 mai suivant. La même année, il combat à Dettingen, et finit la campagne avec son régiment, en Haute-Alsace, sous les ordres du maréchal de Coigny.
 Il sert, en 1744, aux sièges de Menin, d'Ypres et de Furnes, à l'affaire d'Haguenau, et au siège de Fribourg.
Devenu capitaine dans le régiment de Bauffremont dragons, par commission du 19 février 1745, il combat à Fontenoy et se trouve aux sièges de Tournay et de sa citadelle, Termonde, d'Audenarde et d'Ath la même année, au siège de Bruxelles et à la bataille de Raucoux en 1746, à la bataille de Lawfeld en 1747, et au siège de Maestricht en 1748.

Régiment de Belzunce
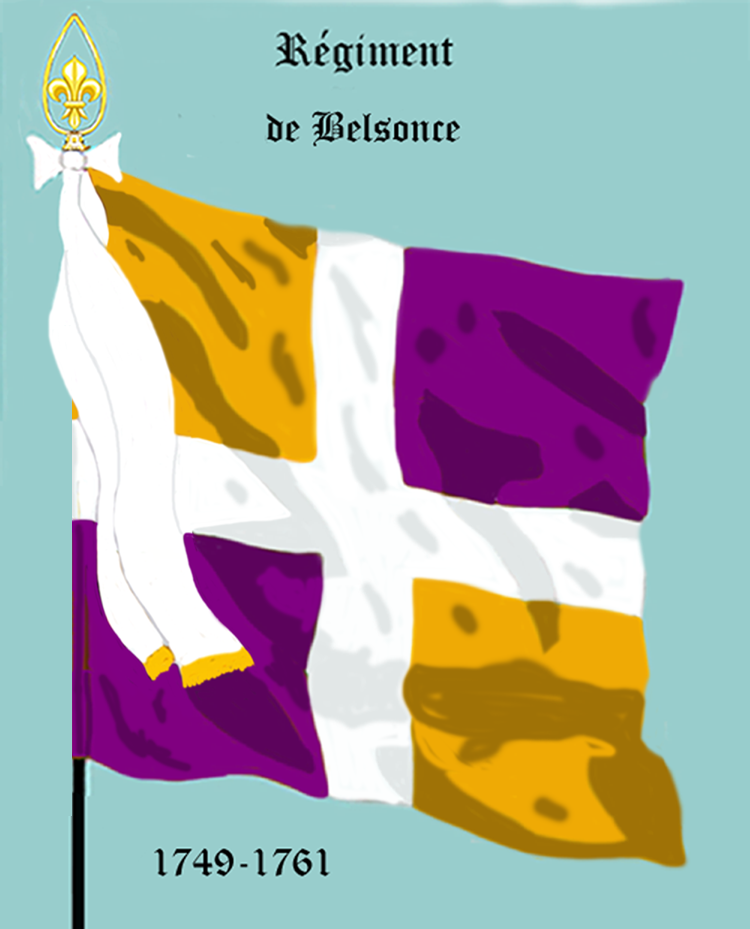
Régiment de Belzunce de 1749 à 1761

Le 1er février 1749, il obtient l'agrément du régiment de Monaco en devenant colonel commandant de son régiment, le régiment de Belzunce qu'il commanda au camp de Mézières, en 1753, et au camp de Dunkerque, en 1756.

En 1757, il est affecté avec son régiment à l'armée d'Allemagne, et eut le bras percé d'une balle à la bataille d'Hastembeck. À la tête de son régiment il contribua à la prise de plusieurs places de l'électorat de Hanovre, et fut, au mois de décembre, de l'expédition d'Halberstadt, dans laquelle il commanda une colonne sous les ordres du marquis de Voyer.
 
Il se trouva à la bataille de Crevelt, au mois de juin 1758,et ayant été détaché, au mois d'octobre, avec un corps de troupes pour joindre l'armée commandée par le maréchal de Soubise, il reçut une blessure dangereuse à la hanche à la bataille de Lutzelberg, le 10 du même mois.

Créé brigadier, le 5 novembre suivant, il passe l'hiver sur le Bas-Rhin et fut détaché, au mois d'avril 1759, pour marcher au secours du duc de Broglie, attaqué par les ennemis arriva à Francfort, le lendemain de la bataille de Bergen, et fut créé major-général de l'infanterie de l'armée commandée par le duc de Broglie, par ordre du 1er novembre. Il remplit les fonctions de cette charge jusqu'à l'ouverture de la campagne, de 1760. 

Il servit, pendant cette campagne, comme brigadier et se trouva à la bataille de Corbach, et, après la prise de Göttingen, il en eut le commandement en second, sous les ordres du comte de Vaux. Bloqué dans cette place depuis le mois de novembre jusqu'à la fin de décembre, il commanda avec succès plusieurs sorties dans lesquelles il fit plus de 150 prisonniers.

Au mois de janvier 1761, il commande une division pour l'attaque de Duderstadt, dont on s'empara, et fut ensuite chargé de diriger la retraite, exécutée en si bon ordre que les ennemis ne purent la troubler, et pendant laquelle on fit 9 officiers et 200 soldats prisonniers de guerre. Le 8 du même mois, il sortit de Göttingen avec un piquet, enlèva les avant-postes ennemis à Boënsen et Wolbrùnshausen situés en avant de Katlenburg-Lindau et capture 5 officiers et 150 soldats, sans avoir perdu un seul homme. Le 27 janvier, dans une autre sortie, un détachement marche sur Duderstadt, attaque l'ennemi à Immingerode, tue ou blesse 300 hommes et contribue à la prise de Duderstadt. Avec un autre détachement, il battit un petit corps des ennemis aux environs de Göttingen, dans la nuit du 6 au 7 février.

On le créa maréchal-de-camp, le 20 du même mois, et il se démit alors de son régiment. 

Il fit une nouvelle sortie le 22 et s'empara de Duderstadt, par le moyen du pétard, et y prit 10 officiers, 350 soldats, 2 000 rations d'avoine et quelques munitions. Il se porta, le 25 février, à Quedlimbourg fit enlever, à Harzburg, 3 000 fusils, et marcha, le 27, sur Einbeck, qu'il mit à contribution. Il prit à Seesen, le 8 mars, 5 officiers et 110 soldats, occupa, le 11, Northeim, où il ramassa des subsistances en grains et en bestiaux, qu'il fit entrer à Göttingen. Il attaqua, le 13, les postes des ennemis sur la rive gauche de la Leine et leur tua 100 hommes, et fit prisonniers 6 officiers et 150 soldats. Le 27, il attaqua, près de Northeim, les troupes prussiennes qu'il força d'abandonner ce poste, après leur avoir tué 60 hommes et pris 8 officiers, 250 soldats et 2 pièces de canon. À Osterode, peu de jours après, il enleva 1 lieutenant, 70 soldats et 80 chevaux. Le lendemain, il prit à Herzberg 1 000 fusils, en fit briser 1 500, et détruisit presque tous les ateliers d'armurerie.

Ayant formé le projet d'attaquer Uslar, le 23 avril, les ennemis, qui furent prévenus de son dessein, s'y trouvèrent en force cependant il les y attaqua leur tua beaucoup de monde, prit une pièce de canon, 50 chevaux et 200 hommes, et fit sa retraite en si bon ordre qu'il ne put être entamé. 
Le roi lui accorda le gouvernement de l'île d'Oléron, par provisions du 19 mai.
 Il attaqua, au mois de juin, l'arrière-garde des ennemis près Kleimberg, et lui prit 200 hommes et 12 pièces de canon ou obusiers, presque tous de gros calibre. Il commanda ensuite une des avant-gardes de l'armée. Attaqué au mois d'août par des forces supérieures aux environs de Dassel et d'Uslar, il se retira avec perte sur Göttingen, et prit position à Northeim. Le 2 septembre, il attaqua à Osterode le corps du colonel Freytag et le força d'abandonner ce poste et de se retirer dans ses retranchements les fit attaquer, les emporta, prit 450 hommes et mit le reste en déroute puis pénétra jusqu'à Clausthal. 

Il se rendit ensuite à la cour, où il eut l'honneur d'être présenté à Louis XV et à la famille royale.
Ayant été nommé, par pouvoir du 1er octobre 1761, commandant des troupes en Amérique, il partit, le 24 janvier 1762, pour sa nouvelle destination, et arriva, le 17 mars, à Saint-Domingue, dont il prit le commandement.

Il fut créé lieutenant-général des armées du roi, par pouvoir du 25 juillet 1762, et nommé gouverneur et lieutenant-général de l'île de Saint-Domingue, par provisions du 6 décembre 1762. 

Il obtint le gouvernement des ville et citadelle de Belle-Isle, en remettant celui de l'île d'Oléron, par provisions  du 21 du même mois. Il renforce les défenses de Saint-Domingue afin de défendre la colonie contre les attaques anglaise.
Il meurt de maladie au Trou-du-Nord à Saint-Domingue le 4 août 1763, sans avoir été marié.